# Herman Kantojeu
Herman Szjapanawitsch Kantojeu (belarussisch Герман Сцяпанавіч Кантоеў; russisch Герман Степанович Контоев / German Stepanowitsch Kontojew; * 27. November 1971 in Chabarowsk, Sowjetunion) ist ein ehemaliger russischer bzw. belarussischer Ringer. Er wurde 2001 Weltmeister im freien Stil im Fliegengewicht.

## Werdegang
Herman Kantojeu, ein Sibirer aus Chabarowsk, begann 1985 als Jugendlicher in seiner Heimatstadt mit dem Ringen. Im Laufe der Jahre kämpfte er sich in der Sowjetunion und später in Russland in die Spitzengruppe der nationalen Ringerelite hinein, wobei er sich auf den freien Stil konzentrierte. Er war sehr leicht und startete immer im Fliegengewicht, der Gewichtsklasse bis 52 kg bzw. 54 kg und im Bantamgewicht bis 55 kg Körpergewicht. 1993 wurde er vom russischen Ringerverband bei einem Weltcup in Chattanooga eingesetzt und belegte dort hinter Zeke Jones aus den Vereinigten Staaten den 2. Platz.
Im Jahre 1995 entschloss er sich, nach Belarus zu wechseln und für dieses Land zu starten, weil dort die Konkurrenz nicht so groß war wie in Russland. Er wurde dazu Mitglied des Sportclubs RTsFVS Minsk. Sein Trainer war dort Walentin Murzinkow. Seinen ersten Start für Belarus absolvierte er bei der Weltmeisterschaft 1995 in Atlanta. Er kam dort auf den 9. Platz. Auch 1996 und 1997 konnte er bei den internationalen Meisterschaften noch nicht die Medaillenränge erreichen. Bei der Europameisterschaft 1996 in Budapest belegte er den 10. Platz und bei der Europameisterschaft 1997 in Warschau kam er auf den 7. Platz, bei der Weltmeisterschaft 1997 in Krasnojarsk kam er nach zwei Siegen und zwei Niederlagen auf den 14. Platz.
1998 gewann Herman Kantojeu bei der Europameisterschaft in Bratislava seine erste Medaille bei einer internationalen Meisterschaft. Er besiegte dort Thomas Röthlisberger aus der Schweiz, Jaanek Lipps aus Estland und Murad Ramasanow aus Russland und unterlag im Endkampf dem Ukrainer Oleksandr Sacharuk bei Punktegleichstand von 1:1 nur durch den Kampfrichterentscheid. Er gewann damit die EM-Silbermedaille. Bei der Weltmeisterschaft 1998 in Teheran musste er gegen vier schwere Gegner antreten. Gegen Mevlana Kulaç aus der Türkei und gegen Iwan Zonow aus Bulgarien gewann er, wobei er Zonow mit 9:0 Punkten klar und deutlich besiegte, gegen Tschetschenol Mongusch aus Russland und gegen Gholamreza Mohammadi aus dem Iran unterlag er und musste sich deshalb mit dem 11. Platz zufriedengeben.
1999 musste sich Herman Kantojeu bei der Europameisterschaft in Minsk nach Siegen gegen Wassili Zeiher aus Deutschland und Thomas Röthlisberger diesmal gegen Iwan Zonow geschlagen geben, dem bei seiner Revanche ein 6:1-Punktsieg gelang. Auch bei der Weltmeisterschaft dieses Jahres in Ankara verlor er in seinem ersten Kampf wieder gegen Zonow, dort fiel seine Niederlage mit 5:6 Punkten aber sehr knapp aus. Nach einem Sieg über Ludek Burian aus Tschechien verlor er seinen dritten Kampf gegen Eric Akin aus den Vereinigten Staaten und erreichte dadurch nur den 17. Platz, der nicht für die Qualifikation für die Olympischen Spiele 2000 in Sydney ausreichte.
Er musste daher zu Beginn des Jahres 2000 drei schwere Qualifikationsturniere bestreiten. Dabei kam er in Minsk hinter Samuel Henson aus den Vereinigten Staaten und Haibo Meng aus der Volksrepublik China auf den 3. Platz, siegte in Leipzig vor Namig Abdullajew aus Aserbaidschan und Nurdin Donbajew aus Usbekistan und belegte in Tokio den 9. Platz. Diese Platzierungen brachten ihm die Teilnahmeberechtigung für die Spiele in Sydney. Dort siegte er über Wilfredo García aus Kuba, verlor gegen Nurdin Donbajew, siegte über Maulen Mamirow aus Kasachstan, verlor gegen Samuel Henson und verlor schließlich auch den Kampf um die olympische Bronzemedaille gegen Amiran Kartanow aus Griechenland knapp nach Punkten (4:5) und musste sich deshalb mit dem undankbaren 4. Platz begnügen.
2001 verzichtete Herman Kantojeu auf die Teilnahme bei der Europameisterschaft und konzentrierte sich ganz auf die Weltmeisterschaft in Sofia. Eine Maßnahme, die sich voll auszahlte, denn er wurde in Sofia mit Siegen über Stephen Abas, aus den Vereinigten Staaten, Shankar Patel Kripa, Indien, Arif Formanow, Aserbaidschan, Maulen Mamirow und Babak Noursad aus dem Iran, den er im Endkampf mit 5:1 Punkten schlug, Weltmeister.
An diesen großen Erfolg konnte er in den Folgejahren bei den internationalen Meisterschaften nicht mehr anknüpfen. Nachdem er im Jahre 2002 pausierte, kam er bei der Weltmeisterschaft 2003 nach Niederlagen gegen Chikara Tanabe, Japan, dem er in einem griffreichen Gefecht nur knapp mit 10:11 Punkten unterlag und Michail Japaridse aus Kanada, gegen den seine Niederlage mit 1:7 Punkten deutlich war, nur auf den 26. Platz.
2004 konnte sich Herman Kantojeu durch einen 2. Platz bei einem Qualifikationsturnier in Bratislava erneut für die Olympischen Spiele qualifizieren. Er bestritt vor diesen auch noch die Europameisterschaft in Ankara, bei der er mit einem Sieg und einer Niederlage auf den 7. Platz kam. In Athen verlor er seinen ersten Kampf gegen Oleksandr Sacharuk aus der Ukraine und kam nach einem Sieg über Baurschan Orasgalijew aus Kasachstan auf den 15. Platz.
Danach beendete er seine Ringerlaufbahn und wurde Sportlehrer und Trainer in Minsk.

## Internationale Erfolge
| Jahr | Platz | Wettbewerb                                | Gewichtskl. | Ergebnis |
| 1993 | 2.    | World Cup in Chattanooga                  | Fliegen     | hinter Zeke Jones, USA, vor Greg Woodcroft, Kanada |
| 1995 | 9.    | WM in Atlanta                             | Fliegen     | Sieger: Walentin Jordanow, Bulgarien vor Gholamreza Mohammadi, Iran und Zeke Jones                                                                                         |
| 1996 | 2.    | Yasar-Dogu-Memorial in Ankara             | Fliegen     | hinter Metin Topaktaş, Türkei, vor Lou Rosselli, USA |
| 1996 | 10.   | EM in Budapest                            | Fliegen     | Sieger: Wladimir Togusow, Ukraine vor Iwan Zonow, Bulgarien und Namig Abdullajew, Aserbaidschan\|-                                                                         |
| 1996 | 2.    | Universitäten-WM in Teheran               | Fliegen     | hinter Gholamreza Mohammadi, vor Jung Soon-won, Südkorea, Kiril Pawlow, Russland und Rudik Margarjan, Armenien                                                             |
| 1997 | 7.    | EM in Warschau                            | Fliegen     | Sieger: Oleksandr Sacharuk, Ukraine vor Namig Abdullajew und Mevlana Kulaç, Türkei                                                                                         |
| 1997 | 2.    | Baltic-Sea-Games in Tallinn               | Fliegen     | hinter Nikolai Sawin, Belarus, vor Alexander Li, Russland und Stanislaw Surdyka, Polen                                                                                     |
| 1997 | 14.   | WM in Krasnojarsk                         | Fliegen     | nach Siegen über Tamazi Kuloschwili, Georgien und Nurdin Donbajew, Kirgisistan u. Niederlagen gegen Wilfredo García, Kuba u. Namig Abdullajew                              |
| 1998 | 2.    | EM in Bratislava                          | Fliegen     | nach Siegen über Thomas Röthlisberger, Schweiz, Jaanek Lipps, Estland u. Murad Ramasanow, Russland u. einer Niederlage gegen Oleksandr Sacharuk, Ukraine                   |
| 1998 | 11.   | WM in Teheran                             | Fliegen     | nach Sieg über Mevlana Kulaç, Niederlage gegen Tschetschenol Mongusch, Russland, Sieg über Iwan Zonow u. Niederlage gegen Gholamreza Mohammadi                             |
| 1999 | 1.    | Grosser Preis von Polen in Warschau       | Fliegen     | vor Wassili Zeiher, Deutschland u. Witali Railean, Moldawien |
| 1999 | 6.    | EM in Minsk                               | Fliegen     | nach Siegen über Wassili Zeiher und Thomas Röthlisberger u. einer Niederlage gegen Iwan Zonow                                                                              |
| 1999 | 17.   | WM in Ankara                              | Fliegen     | nach Niederlage gegen Iwan Zonow, Sieg über Ludek Burian, Tschechien u. Niederlage gegen Eric Akin, USA                                                                    |
| 2000 | 3.    | Olympia-Qualifik.-Turnier in Minsk        | Fliegen     | hinter Samuel Henson, USA u. Haibo Meng, China |
| 2000 | 1.    | Olympia-Qualifik.-Turnier in Leipzig      | Fliegen     | vor Namig Abdullajew, Nurdin Donbajew u. Chikara Tanabe, Japan |
| 2000 | 9.    | Olympia-Qualifik.-Turnier in Tokio        | Fliegen     | Sieger: Chikara Tanabe vor Namig Abdullajew u. Wassili Zeiher |
| 2000 | 4.    | OS in Sydney                              | Fliegen     | nach Sieg über Wilfredo García, Niederlage gegen Nurdin Donbajew, Sieg über Maulen Mamirow, Kasachstan u. Niederlagen gegen Samuel Henson u. Amiran Kartanow, Griechenland |
| 2001 | 1.    | WM in Sofia                               | Fliegen     | nach Siegen über Stephen Abas, USA, Shankar Patel Kripa, Indien, Arif Farmanow, Aserbaidschan, Maulen Mamirow u. Babak Noursad, Iran                                       |
| 2002 | 1.    | Dave-Schultz-Memorial in Colorado Springs | Bantam      | vor Jody Strittmatter, Mike Mena u Eric Akin, alle USA |
| 2002 | 2.    | Oleg-Naniew-Memorial in Wladikawkas       | Bantam      | hinter Mussa Saidulbalatow, Russland, vor Adhamjon Achilov, Usbekistan u. Oleksandr Sacharuk                                                                               |
| 2003 | 26.   | WM in New York                            | Bantam      | nach Niederlagen gegen Chikara Tanabe u. Michail Japaridse, Kanada |
| 2004 | 2.    | Olympia-Qualifik.-Turnier in Bratislava   | Bantam      | hinter René Montero, Kuba, vor Martin Berberjan, Armenien u. Namig Abdullajew                                                                                              |
| 2004 | 7.    | EM in Ankara                              | Bantam      | nach Niederlage gegen Themistoklis Iakovidis, Griechenland u. Sieg über Lubos Cikel, Österreich                                                                            |
| 2004 | 15.   | OS in Athen                               | Bantam      | nach Niederlage gegen Oleksandr Sacharuk u.Sieg über Baurschan Orasgalijew, Kasachstan                                                                                     |

## Erläuterungen
- alle Wettbewerbe im freien Stil
- Datenbank des Instituts für Angewandte Trainingswissenschaften der Universität Leipzig
- Fliegengewicht, bis 1996 bis 52, kg, von 1997 bis 2001 bis 54 kg Körpergewicht, danach abgeschafft, Bantamgewicht, seit 2002 bis 55 kg Körpergewicht